# Shaftesbury

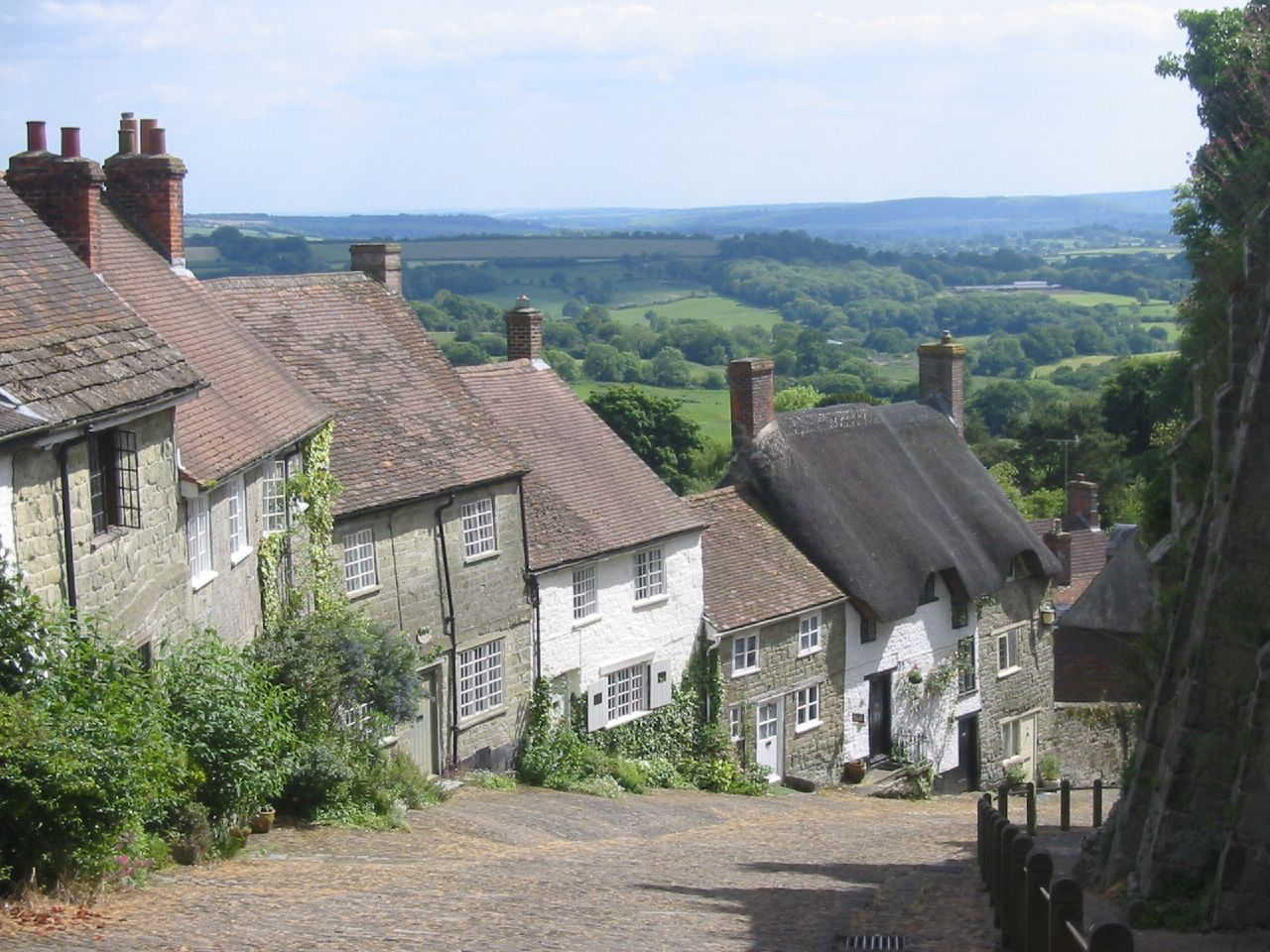
Fotografía de Gold Hill, en Shaftesbury.

Shaftesbury es una localidad ubicada en el norte del condado de Dorset (Inglaterra), sobre la ruta A30, cerca del límite con Wiltshire. Fue construida a unos 200 m s. n. m. (metros sobre el nivel del mar), y es el único poblado significativo en Dorset que se encuentra en una colina. Existente ya en el período anglosajón y posiblemente en el celta bajo el nombre de Caer Palladur, constituye uno de los asentamientos de mayor altitud y antigüedad en el Reino Unido. En 2001, contaba con una población de 6665 habitantes, distribuidos en 3112 hogares, lo que significa que hubo un pequeño crecimiento poblacional desde 1991. El turismo es una de las principales industrias de la localidad, desde la cual se puede ver el Blackmore Valey, que forma parte de la cuenca del río Stour.
Shaftesbury aparece en el Wessex de Thomas Hardy con el nombre de Shaston, de particular importancia en la novela Jude the Obscure.